# Wichita Lady Blues
Die Wichita Lady Blues waren ein kurzlebiges US-amerikanisches Frauenfußball-Franchise mit Sitz in Wichita, Kansas.

## Geschichte
Das Franchise stieg zur Saison 1995 in den Spielbetrieb der USL W-League ein. Wie auch die Tulsa Roughnecks, wurde das Franchise aber in der Frühphase der Spielzeit bereits aufgelöst, womit nicht klar ist wie viele Spiele das Team bis dahin absolvierte.